# Teleas clavicornis
Teleas clavicornis är en stekelart som först beskrevs av Pierre André Latreille 1805.  Teleas clavicornis ingår i släktet Teleas, och familjen gallmyggesteklar. Arten är reproducerande i Sverige.